# Lisa Nilsson

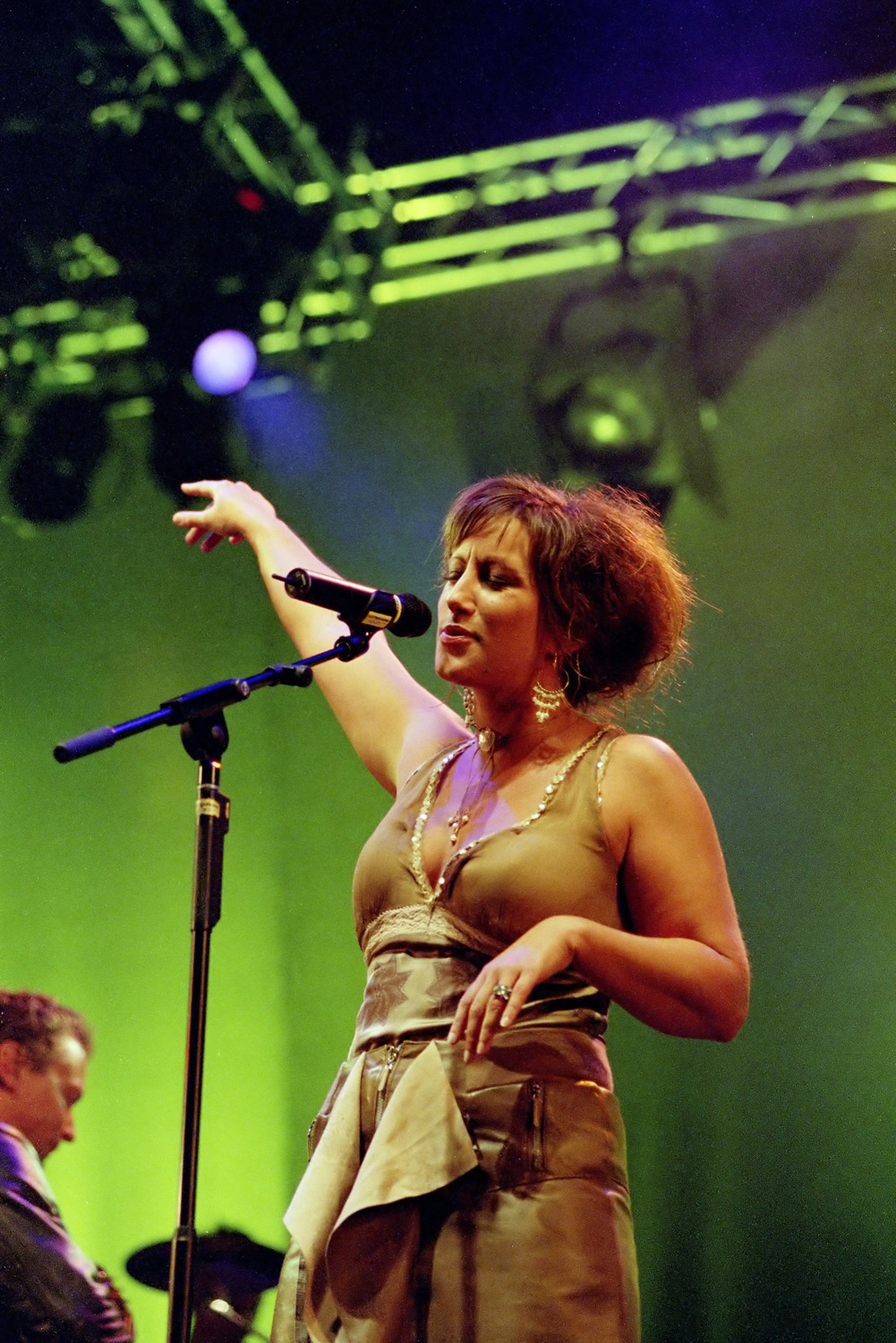
Lisa Nilsson på Malmöfestivalen 2004.

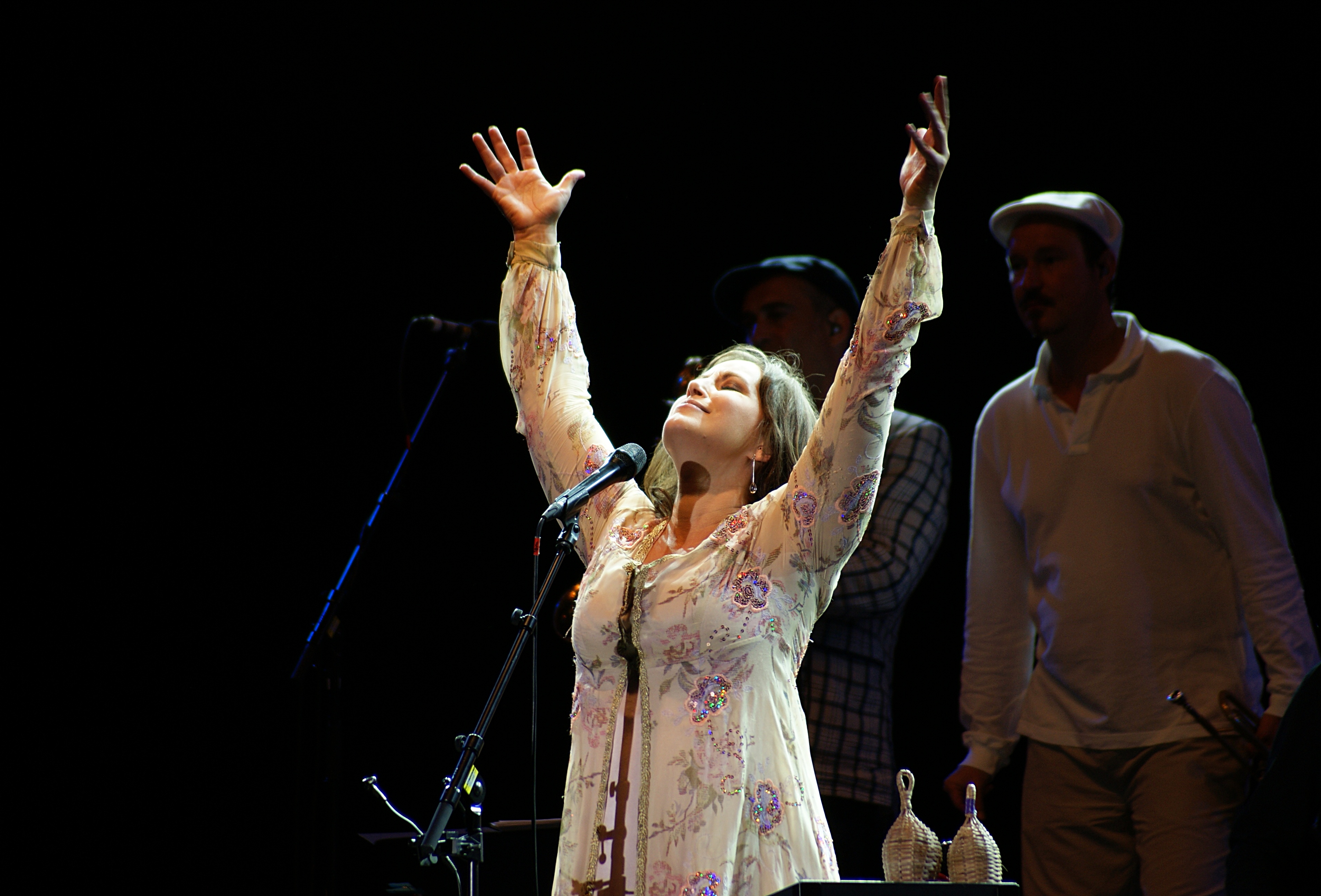
Lisa Nilsson på Stockholms Kulturfestival 2010.

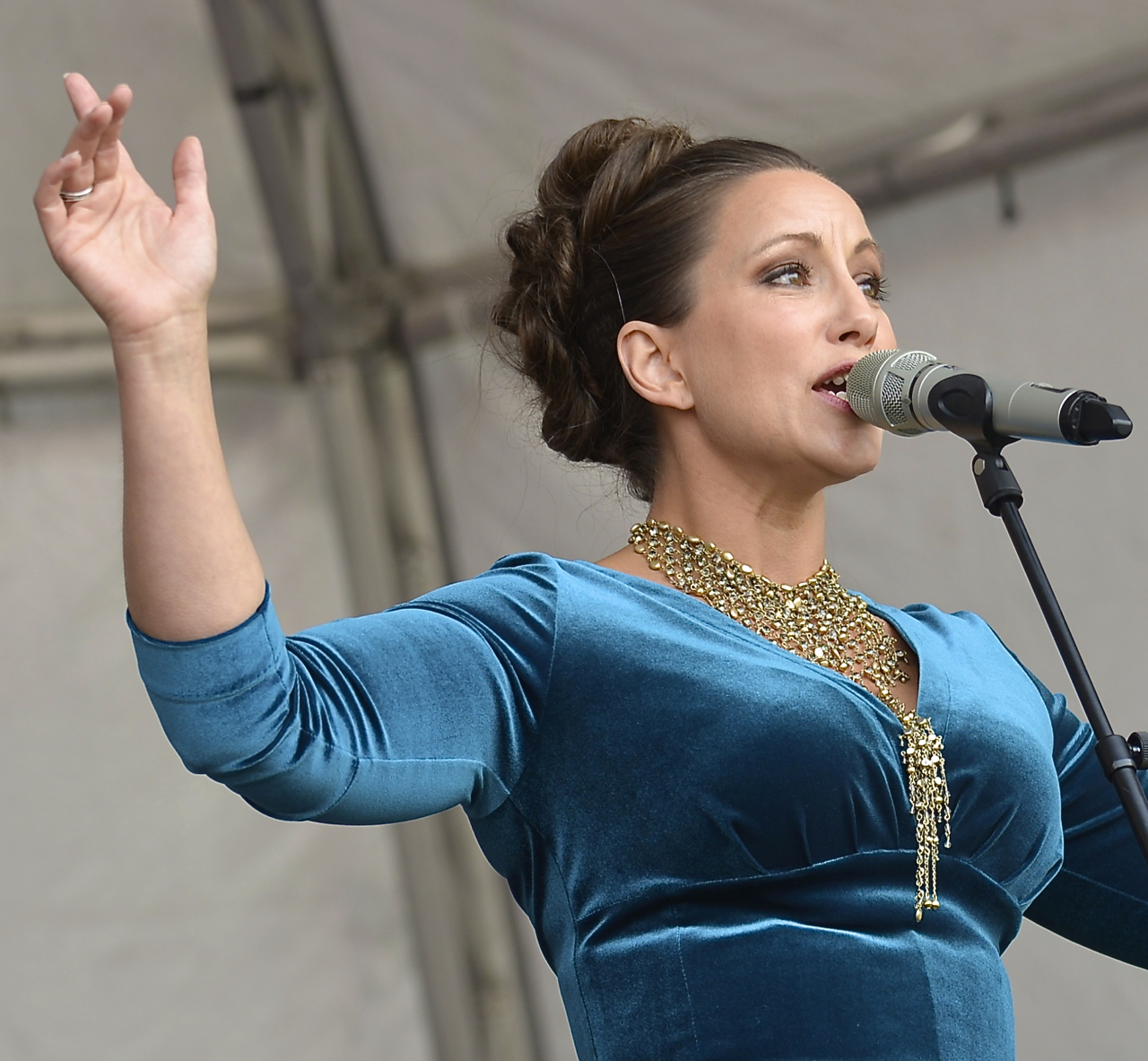
Lisa Nilsson med Kungliga Filharmonikerna på Gärdet i Stockholm under DN-konserten 2014.

My Lisa Karolina Nilsson, född 13 augusti 1970 i Tyresö församling i Stockholms län, är en svensk sångerska. 

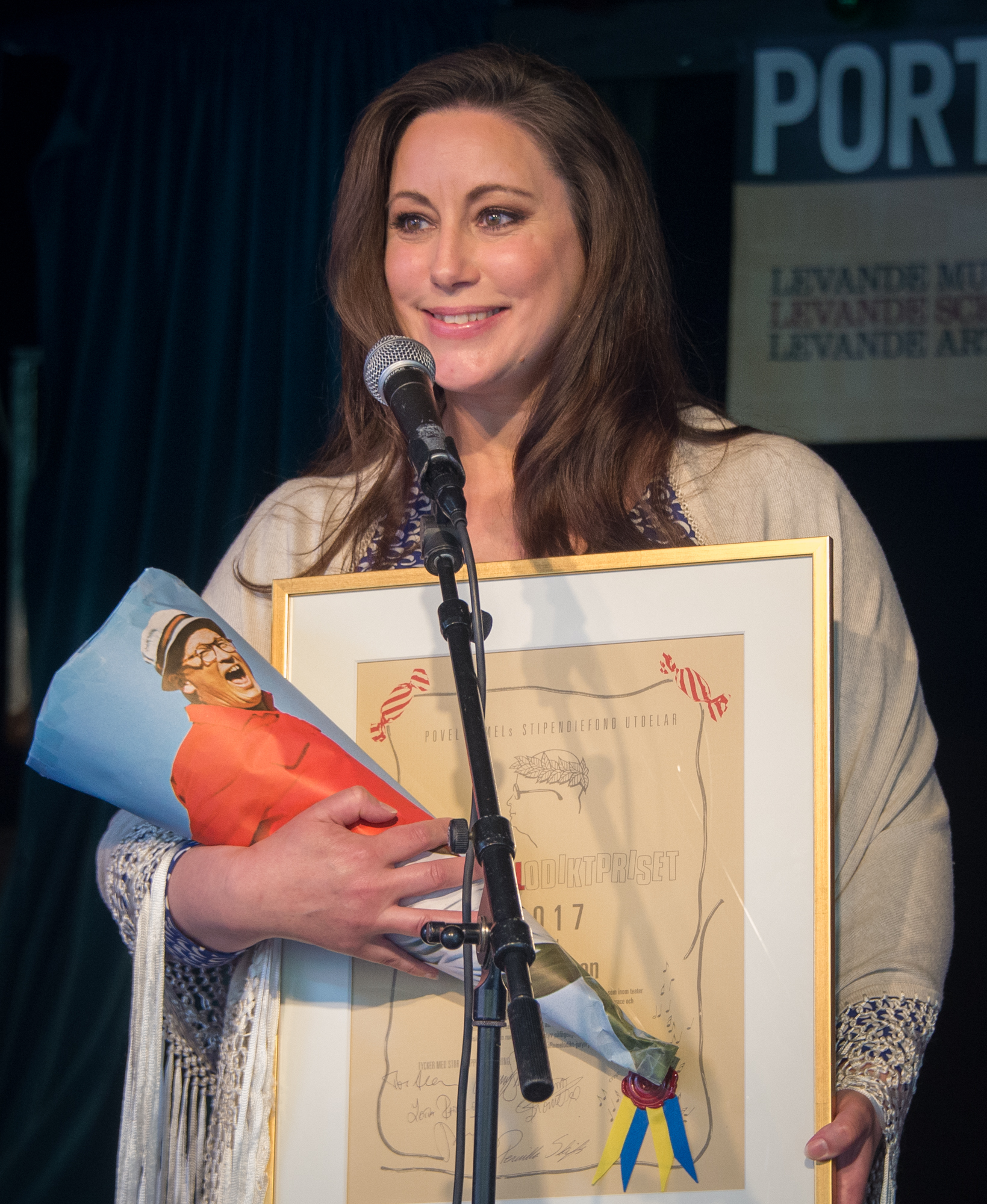
Lisa Nilsson blir årets KaRAMELodiktstipendiat 2017.

Nilsson fick ett stort genombrott med sitt tredje album Himlen runt hörnet 1992.

## Biografi

### Uppväxt och skivdebut
Vid elva års ålder började Nilsson på Lasse Kühlers dansskola. Hon gick gymnasiet på danslinjen i Uppsala och började därefter på Balettakademins yrkesdansarlinje. Hon var med i gruppen Stage Four tillsammans med Peter Jöback, Andreas Lundstedt och Lizette Pålsson. Via en talangjakt – hon vann 1987 talangtävlingen Stjärnskott – fick Nilsson vara med i Bosse Larssons TV-program Lörda' me' Larssons som sändes i september 1988. Hon fick kontrakt med skivbolagsdirektören Billy Butt på skivbolaget Little Big Apple. Hon deltog även i Melodifestivalen 1989 med låten Du (öppnar min värld) och slutade på fjärde plats. Samma år släpptes duetten Aquarius 1999. Singeln Who's That Boy låg tre veckor på Trackslistan 1990. Nilssons två första skivor var på engelska trots att Butt tyckte att hon skulle sjunga på svenska. Nilsson fick mycket bra kritik för sin röst men de anonyma poplåtarna på engelska fick dålig kritik.

### Himlen runt hörnet (1991–1994)
1991 skrevs nytt skivkontrakt med Diesel Music AB, ett nystartat independent-skivbolag startat av Torbjörn Sten, Mauro Scocco och Johan Ekelund. Vintern och våren 1992 spelades hennes genombrottsplatta Himlen runt hörnet in i legendariska Polarstudion i Stockholm. Johan Ekelund var producent och Mauro Scocco låtskrivare. När skivan släpptes fick den 3 getingar i Expressen och tidningens musikrecensent Måns Ivarsson skrev att: "Här växer Lisa med inramningen och slår för första gången fram som en brännande personlighet."
Skivan blev en stor kommersiell framgång i hela Norden och sålde i 450 000 exemplar. Singeln Himlen runt hörnet blev den mest spelade i P3 första halvåret 1992. Singeln Varje gång jag ser dig kom på femte plats. 1993 belönades Nilsson med tre grammisar och Scocco och Ekelund fick en vardera.
Sommaren 1992 turnerade hon tillsammans med Tomas Ledin och Eva Dahlgren i turnén Rocktåget.
1994 spelades låtarna från Himlen runt hörnet in på engelska, ommixade av producenten Magnus Frykberg. Det engelskspråkiga albumet Ticket to Heaven släpptes 1995.

### Till Morelia (1993–1995)
I slutet av 1993 inleddes arbetet med nästa album, Till Morelia, och även det producerat av Johan Ekelund och med låtar av Mauro Scocco och Peter LeMarc. När albumet släpptes 1995 jämfördes det med Nilssons genombrottsalbum Himlen runt hörnet. Kritikern Stefan Malmqvist kallade musiken på plattan för amerikansk mjuksoul och ansåg att en del av Mauro Scoccos texter var plattityder och klichéer. I Aftonbladet ansåg Anders Hvidfeldt att Nilsson än en gång gjort en imponerande platta och att skivan var ett hantverk in i minsta detalj. I Göteborgs-Posten ansåg Gabriel Byström att Scoccos texter inte var särskilt intressanta och att slutresultatet var bra men inte häpnadsväckande. Skivan hamnade på andra plats på Tom Hjeltes innelista i Aftonbladet. Skivan sålde i sammanlagt 250 000 exemplar.

### Fram till Viva (1996–2001)
Efter Till Morelia kände sig Nilsson utbränd och hon höll sig borta från rampljuset i fem år. Efter en företagsturné julen 1995 flyttade hon ihop med musikern Henrik Janson till en villa i Tyresö. Istället gjorde hon endast små framträdanden, hon sjöng Nat King Coles Unforgettable på prins Bertils begravning 1997, en duett med operasångerskan Montserrat Caballé och Frank Sinatra-konserter med Svante Thuresson. På hösten 1998 började Nilsson arbetet med sitt femte album, Viva. Även denna skiva var producerad av Johan Ekelund men Nilsson hade själv skrivit text och musik till de flesta av låtarna. En recensent ansåg att Nilssons enkla och avskalade texter inte passade särskilt bra ihop med Ekelunds smarta produktion. I Svenska Dagbladet ansåg Dan Backman att Nilsson var en lika svag textförfattare som Mauro Scocco. Viva innehåller en låt av Stephen Simmonds, Tror på dig, som blev en av skivans mest omtyckta låtar, vid sidan av låtar som Långsamt och Viola.
Sommaren 2000 gav sig Nilsson ut på turnén Karavan tillsammans med Staffan Hellstrand och Thomas di Leva. Hellstrand hade tidigare skrivit en låt till Viva men den kom inte med på skivan. Nilsson turnerade också i Danmark och Finland. 2001 vann hon åter en Grammis som bästa kvinnliga pop- eller rockartist för skivan Viva.

### Små rum (2001–2002)
Nilsson skrev själv egna texter och producerade det följande albumet, Små rum, men hon skrev musiken ihop med sin make. I studion medverkade också Esbjörn Svenssons Trio och Stockholm Session Strings. Texterna är mycket personliga, handlar oftast om kärlek och Nilsson skrev texterna under flera års tid. Idén om ett samarbete mellan Nilsson och Esbjörn Svenssons Trio kom när de 1998 spelade in Telegram för fullmånen för hyllningsalbumet (för Cornelis Vreeswijk) Den flygande holländaren 2. Små rum släpptes i november 2001. Skivrecensenterna gav albumet ett blandat mottagande. I Aftonbladet ansåg Markus Larsson att texterna var ljumma och att Nilsson hade en bit kvar till den nödvändiga skärpan. I Borås Tidning ansåg Stefan Eklund att Nilssons texter var bättre än på Viva. I Östersunds-Posten ansåg Bengt Ola Mattsson att Nilssons texter bar på ett arv från svenska visartister som Jan Johansson, Lars Bagge, Olle Adolphson och Beppe Wolgers samt att hennes röst passade bättre för detta slag av vispop än soulmusiken.
2002 hade Nilsson en mindre roll i Colin Nutleys långfilm Paradiset, där hon spelar Rebecka Björkstig, en kvinna som leder en stiftelse för misshandlade kvinnor. Samma år hade hon en gästroll i komediserien Cleo. Nilsson har förklarat att hon kan tänka sig fler roller men att hon inte vill bli skådespelare.

### Brasiliansk inspiration (2003–2009)
Efter utgivningen av samlingsskivan Samlade sånger 1992-2003 turnerade Nilsson, och därefter reste hon våren 2004 till Brasilien för några veckors semester. I Rio de Janeiro lärde hon känna en grupp brasilianska musiker och hemfärden sköts upp gång på gång tills hon stannade i ett par månaders tid. I Brasilien lyssnade hon på kända brasilianska låtar från 1960- och 1970-talen. Låtarna i musikstilen tropicália översatte hon till svenska och med hjälp av gitarristen Joâo Castilho kunde hon bilda ett band som följde med Nilsson på en miniturné i Sverige på våren 2005. Låtarna, översatta till svenska, spelades in i studio i Brasilien i början av 2006.
I Aftonbladet skrev recensenten Markus Larsson att skivan Hotel Vermont 609 var "tam, lagom, grå, trist och pretentiös". Malin Henrikson i Hallands Nyheter tyckte att det var kompetent utfört men att det borde ha svängt mer. Efter skivsläppet hösten 2006 gav sig Nilsson ut på en liten turné i Sverige tillsammans med det brasilianska bandet Banda Beleza.
"Hon förvaltar de kända brasilianska låtarna med omsorg utan att hennes egna personliga stil försvinner. Däri sitter styrkan. Hon kallar skivan för ett kärleksprojekt och det märks. Värmen för de brasilianska melodierna och poesin är tydlig. Lisa Nilsson levererar nyans, nerv, närvaro och står för produktionen. Låtarna har spelats in med flera brasilianska musiker i Rio och gästas av stora namn som flöjtisten Carlos Malta och cellisten Jaques Morelenbaum (som producerat Caetano Veloso, Badi Assad och Marizas senaste skivor." skrev den brasilianska musikexperten Åsa Da Silva Veghed i Svenska Dagbladet.
2009 kom albumet Sambou Sambou, även det inspelat i Brasilien.

### Tillbaka i Sverige (2010–)
2013 kom albumet Sånger om oss.
I december 2014 framförde Nilsson tillsammans med Joakim Berg från Kent låten "Innan vi faller" på Dagens Nyheters 150-årsjubileum. Låten släpptes i studioversion i mars 2015.
Vid riksdagens högtidliga öppnande den 15 september 2015 och efter att statsminister Stefan Löfven hade avgett sin regeringsförklaring genomförde Nilsson allsång med de närvarande, enligt uppgift första gången i riksdagens historia, med låten ”Himlen runt hörnet”.
Hösten 2015 var Nilsson en av deltagarna i TV4:s program Så mycket bättre. 2017 tilldelades Nilsson Karamelodiktstipendiet.

## Familj
Lisa Nilsson är dotter till Birgit Bokö (född Tomasson) och Gösta Nilsson, som nu är omgift med Monica Borrfors. Åren 1997–2002 var Nilsson gift med musikern Henrik Janson. Hon har två döttrar, födda 2007 och 2011 tillsammans med musikern och trädgårdsmästaren Niklas Medin som hon har separerat ifrån.

## Diskografi
| Låt                    | Datum             | Högsta placering | Placeringar        |
| ---------------------- | ----------------- | ---------------- | ------------------ |
| Who's That Boy         | 24 februari 1990  | 17               | 18-17-17           |
| Himlen runt hörnet     | 21 mars 1992      | 3                | 16-7-4-3-3-5-10-15 |
| Varje gång jag ser dig | 23 maj 1992       | 2                | 7-3-3-2-5-12       |
| Allt jag behöver       | 26 september 1992 | 6                | 12-6-8-12          |

- 1989 – Lean on Love
- 1991 – Indestructible
- 1992 – Himlen runt hörnet
- 1995 – Ticket to Heaven (engelskspråkig version av Himlen runt hörnet)
- 1995 – Till Morelia
- 2000 – Viva
- 2001 – Små rum
- 2003 – Samlade sånger 1992-2003
- 2006 – Hotel Vermont 609
- 2009 – Sambou Sambou
- 2010 – 20 – En jubileumssamling
- 2013 – Sånger om oss
- 2016 – Ingen gör det bättre
- 2025 – Uteblivna vi

## Filmografi
2002 spelade Nilsson en biroll i Colin Nutleys långfilm Paradiset. 2008 spelade hon den kvinnliga huvudrollen i den svensk-tyska långfilmen Ett enklare liv.
2017 var Nilsson med i den danska komedin Gud taler ud, där hon spelade mamman i en dysfunktionell familj. Filmen är baserad på en bok av författaren Jens Blendstrup.
Hon medverkade i tv-programmet Så mycket bättre på TV4 2020.
.

## Show och teater

### Roller
| År   | Roll        | Produktion                                  | Regi             | Teater                   |
| ---- | ----------- | ------------------------------------------- | ---------------- | ------------------------ |
| 2012 | Diana       | Next to normal Brian Yorkey och Tom Kitt    | Lisa Ohlin       | Stockholms stadsteater   |
| 2014 | Roxie Hart  | Chicago John Kander, Fred Ebb och Bob Fosse | Roine Söderlundh | Kulturhuset Stadsteatern |
| 2019 | Medverkande | Kvinnan som är jag Lisa Nilsson             | Anna Ståhl       | Rival                    |

## Priser och utmärkelser
- 1989: Ulla Billquist-stipendiet
- 1993: Tre Rockbjörnar, Två danska Grammys och tre svenska Grammisar för albumet Himlen runt hörnet
- 2001: Grammis för albumet Viva
- 2002: SKAP-stipendiet
- 2010: Magnoliapriset
- 2012: Olle Adolphsons minnespris[38]
- 2017: Litteris et Artibus[39]
- 2017: Karamelodiktstipendiet[40]
- 2021: Stockholms stads Bellmanpris [41]